# Eulasia aurantiaca
Eulasia aurantiaca es una especie de coleóptero de la familia Glaphyridae.

## Distribución geográfica
Habita en Irán y Turquía.